# Carl Thompson (boxe anglaise)
Pour les articles homonymes, voir Thompson et Carl Thompson.
Carl Thompson est un boxeur britannique né le 26 mai 1964 à Manchester.

## Carrière
Champion d'Angleterre des lourds-légers en 1992 puis champion d'Europe EBU en 1994, il devient champion du monde WBO de la catégorie le 4 octobre 1997 en dominant aux points lors de leur second combat l'Allemand Ralf Rocchigiani. Thompson bat ensuite deux fois Chris Eubank mais perd sa ceinture contre Johnny Nelson le 27 mars 1999 par arrêt de l'arbitre à la 5e reprise.
À nouveau champion d'Angleterre en 1999 et champion d'Europe en 2000, il s'empare de la ceinture IBO aux dépens d'Uriah Grant le 3 février 2001; perd quelques mois plus tard par KO contre Ezra Sellers avant de reprendre son bien face à Sebastiaan Rothmann et d'infliger sa première défaite à David Haye le 10 septembre 2004. Il met un terme à sa carrière l'année suivante après un dernier succès contre le Français Frédéric Serrat.